# Branco Provoste
Pour les articles homonymes, voir Provoste.
Branco Provoste est un footballeur chilien né le 14 avril 2000 à Santiago. Il évolue au poste d'attaquant à Deportivo Ñublense.

## Biographie

### En équipe nationale
Avec les moins de 17 ans, il participe au Championnat de la CONMEBOL de football des moins de 17 ans en 2017. Lors de cette compétition, il joue neuf matchs, distribuant deux passes décisives. Le Chili se classe deuxième du tournoi, derrière le Brésil.

## Palmarès
- Finaliste du championnat de la CONMEBOL des moins de 17 ans en 2017 avec l'équipe du Chili des moins de 17 ans